# Gyrodactylus ackerti
Gyrodactylus ackerti är en plattmaskart. Gyrodactylus ackerti ingår i släktet Gyrodactylus och familjen Gyrodactylidae. Inga underarter finns listade i Catalogue of Life.